# Claviceps purpurea
El cornezuelo o ergot (Claviceps purpurea) es un hongo parasítico del género Claviceps que consta de más de cincuenta especies. Todas ellas pueden afectar a una gran variedad de cereales y hierbas, aunque su hospedante más común es el centeno. Cuando el núcleo del cornezuelo se deposita en la tierra permanece en estado letárgico o esclerocio hasta que se dan las condiciones propicias para medrar y pasar a la fase fructífera, en la que se desarrolla como una minúscula seta y libera las esporas fúngicas. Dichas esporas son de forma muy alargada con un espesor de apenas 1 micrómetro.

## Toxicología
Las infestaciones de este hongo causan la reducción de producción en calidad y cantidad de grano y heno y, si estas cosechas infectadas se utilizan para alimentar al ganado, pueden provocar una enfermedad llamada ergotismo.
El cornezuelo, entre otros compuestos, contiene alcaloides del grupo ergolina, como la ergocristina, ergometrina, ergotamina y ergocriptina. Todas estas sustancias tienen un amplio espectro de acción en el cuerpo, incluidos efectos vasoconstrictores a nivel circulatorio o de neurotransmisión.
Entre los científicos que estudiaron este hongo y sus derivados se encuentra Albert Hofmann, cuyos experimentos lo encaminaron al descubrimiento de la dietilamida del ácido lisérgico (LSD), un poderoso psicodélico derivado del cornezuelo que afecta al sistema serotoninérgico.
El cornezuelo se utilizó para inducir abortos y detener las hemorragias uterinas tras el parto, pero en la actualidad se ha sustituido por sustancias sintéticas.
Se desarrolla en el ovario del centeno, por lo cual se lo llama popularmente en Castilla «cornezuelo del centeno», aunque también infecta, aunque menos fruecuentemente, el trigo, la avena y la cebada; entonces se lo denomina «tizón». Abunda en los años húmedos en campos descuidados de este cereal. Es frecuente en comarcas lluviosas de la península ibérica, sobre todo en Galicia y norte de Portugal, Tenerife, Mogador y sur de Rusia.

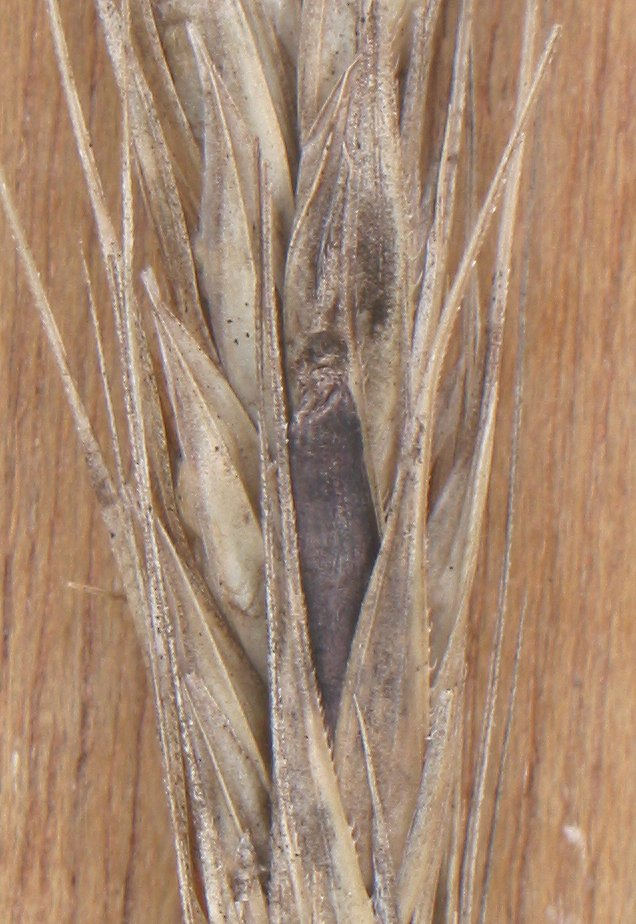
Cornezuelo infectando una espiga de centeno.

Su aspecto, que recuerda el de pequeños clavillos ligeramente curvados, de sección vagamente triangular y terminados en una esferilla a manera de cabeza de clavo, dan lugar a su nombre científico. Estas fructificaciones, que brotan de las espigas del centeno, alcanzan una longitud de 40 a 60 mm de longitud por unos 4 o 5 mm de grueso, de color blanquecino al principio que después se torna de color negro azulado.
Fuertemente venenoso por las sustancias tóxicas que contiene (ácidos ergotínico y esfacélico, ecbolina o ergotinina, etc.), su presencia entre los granos molturados (molidos) de centeno puede producir importantes trastornos en la salud de quien lo ingiera. Usado en farmacopea, se conocen sus propiedades desde tiempos muy antiguos. Aunque los chinos lo empleaban en obstetricia para contraer el útero y evitar las hemorragias en el postparto, no fue reconocido como droga en Europa hasta finales del siglo XVI, aunque no se utilizó científicamente hasta el siglo XVII.

Ácido lisérgico.

En la Edad Media, la ignorancia de sus propiedades tóxicas permitió que acompañara frecuentemente al grano de centeno empleado para hacer harina, provocando su consumo atroces y devastadoras enfermedades en la población.

## Historia
El ciclo de la enfermedad del hongo del cornezuelo fue descrito por primera vez en la década de 1800. Sin embargo, se conocen referencias a epidemias producidas por él en personas y animales varios siglos antes de esa fecha. El envenenamiento humano debido al consumo de grano infectado fue muy común en Europa durante la Edad Media.
Algunos investigadores sugieren que el brebaje consumido por los participantes en los antiguos misterios griegos de los eleusinos, llamado «kykeon» y elaborado a partir de menta-poleo y cebada, podría haber producido en los participantes diversos efectos alucinógenos atribuibles al cornezuelo, por su contenido en LSA, la variedad de la zona de Eleusys contendría menos compuestos de los que producen el ergotismo .
Se han interpretado algunos pasajes de la Biblia como referencias a la enfermedad producida por la intoxicación del cornezuelo del centeno, denominada ergotismo o, popularmente, «fuego del infierno» o «fuego de San Antón», aunque es posible que sean simples hipótesis especulativas. Lo cierto es que el origen de la denominación es real; Joaquín de Villalba documenta que en el año 1214, en Castrojeriz, se fundó el convento de San Antón para dar amparo a los enfermos del llamado, por antífrasis, «fuego sagrado» («ignis sacer»), «fuego del infierno» o «fuego de San Antón», enfermedad más lesiva que la propia lepra, pues las extremidades van consumiéndose hasta desprenderse, lisiando y matando a los enfermos que solamente pueden rezar y llevar amuletos.
Se cree que los llamados berserker vikingos adquirían fuerza e insensibilidad al dolor debido a la ingesta de pan y cerveza contaminados por cornezuelo.